# Piotr Kuszneruk
Piotr Kuszneruk (ur. 9 marca 1973) – polski lekkoatleta, skoczek wzwyż, medalista mistrzostw Polski.

## Kariera sportowa
Był zawodnikiem AZS-AWF Biała Podlaska.
Na mistrzostwach Polski seniorów na otwartym stadionie zdobył jeden brązowy medal w skoku wzwyż: w 1998. Podczas halowych mistrzostwach Polski seniorów wywalczył trzy brązowe medale: w 1994, 1997 i 1999.
Rekord życiowy w skoku wzwyż: 2,17 (1994).